# Les Tigres de la Baltique

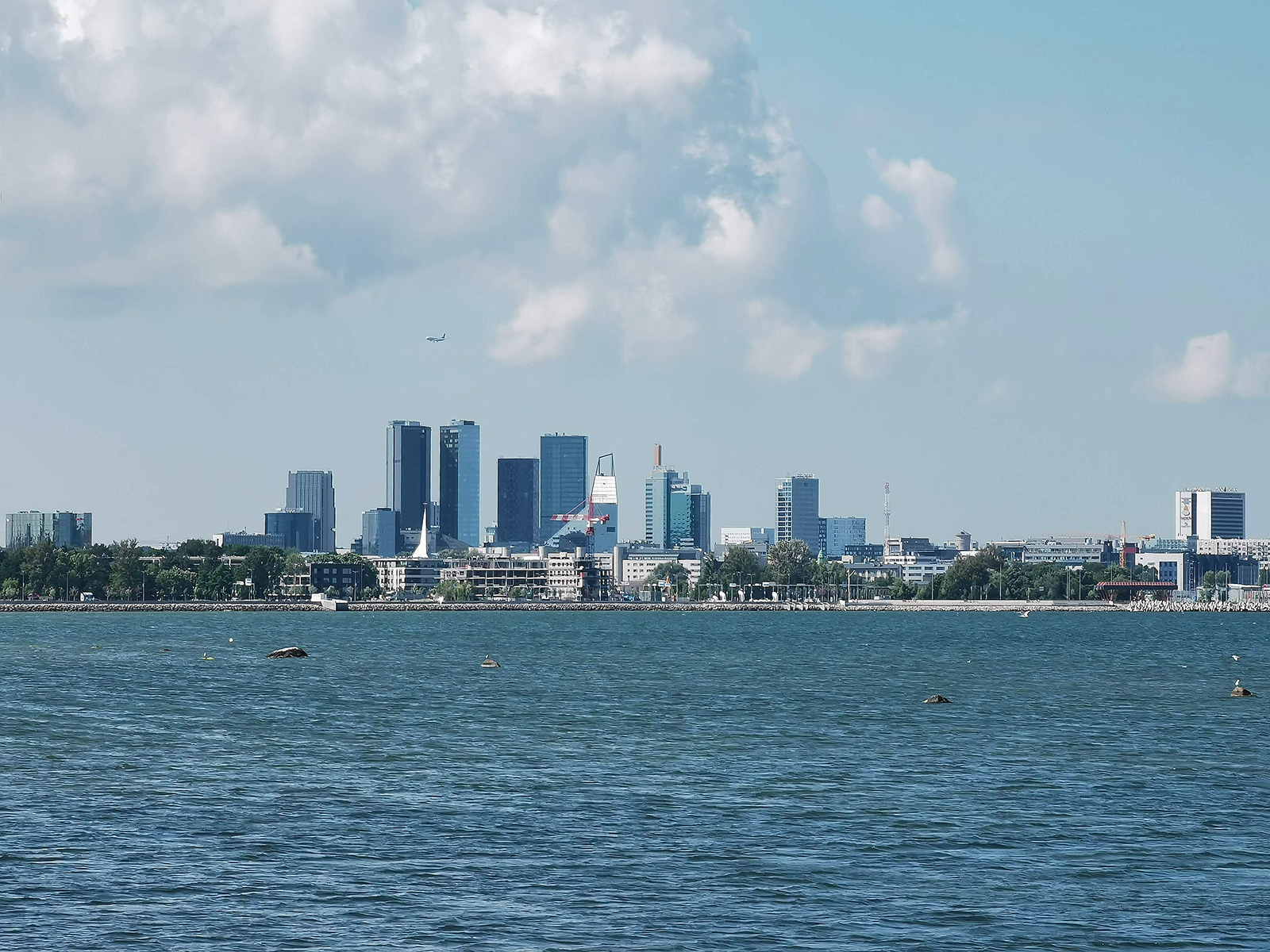
Kesklinn, Tallinn

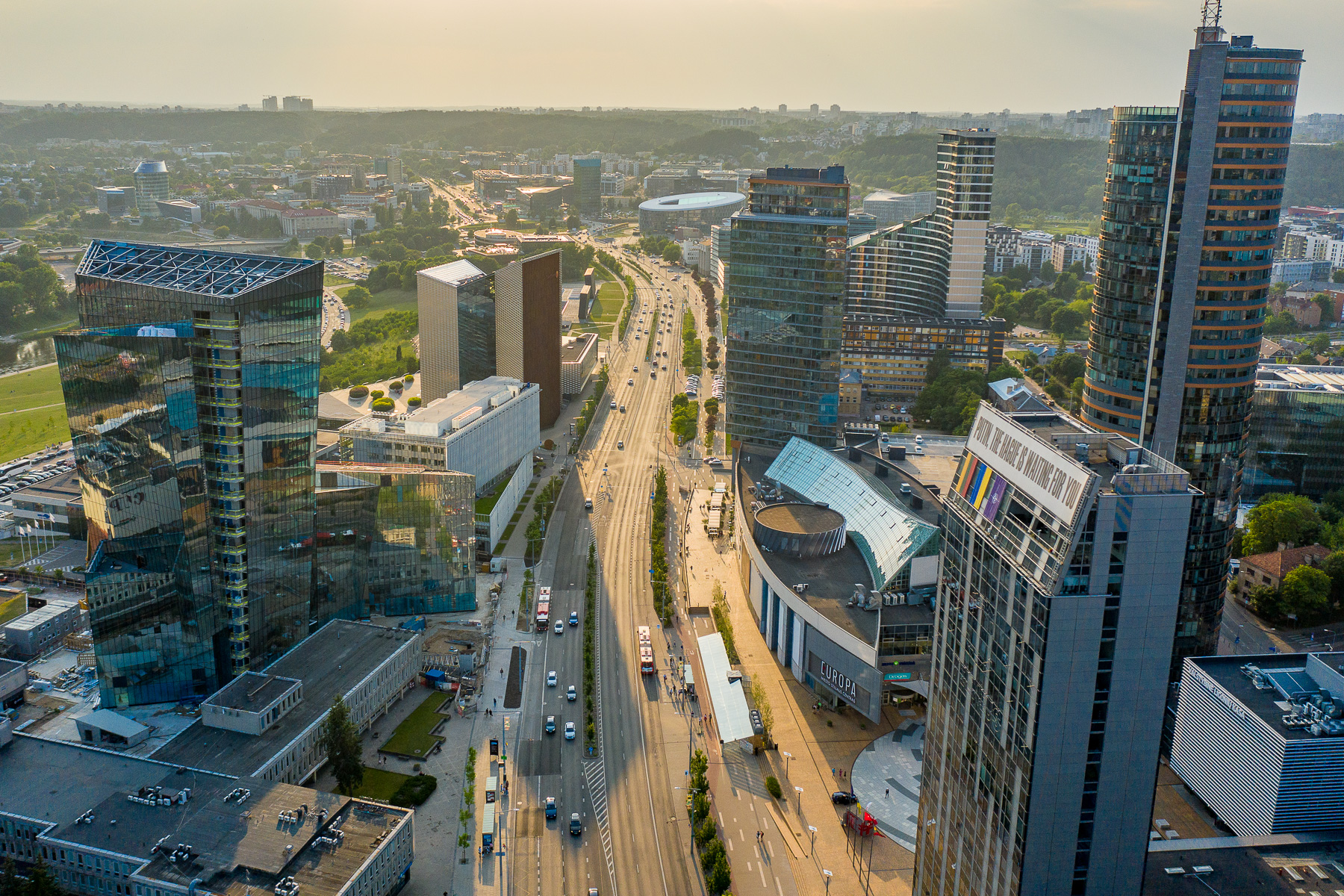
Avenue de la Constitution, Vilnius

L'expression tigres de la Baltique (ou les Tigres baltes) désigne les trois États baltes pendant leurs périodes de forte croissance économique, notamment de 2000 à 2006-2007. Le terme est calqué sur les quatre dragons asiatiques, le tigre des Tatras et le tigre celtique, qui ont été utilisés respectivement pour décrire les périodes de boom économique en Asie de l'Est, en Slovaquie et en Irlande.

## Aperçu

Évolution du PIB réel par habitant de l’Estonie, de la Lettonie et de la Lituanie

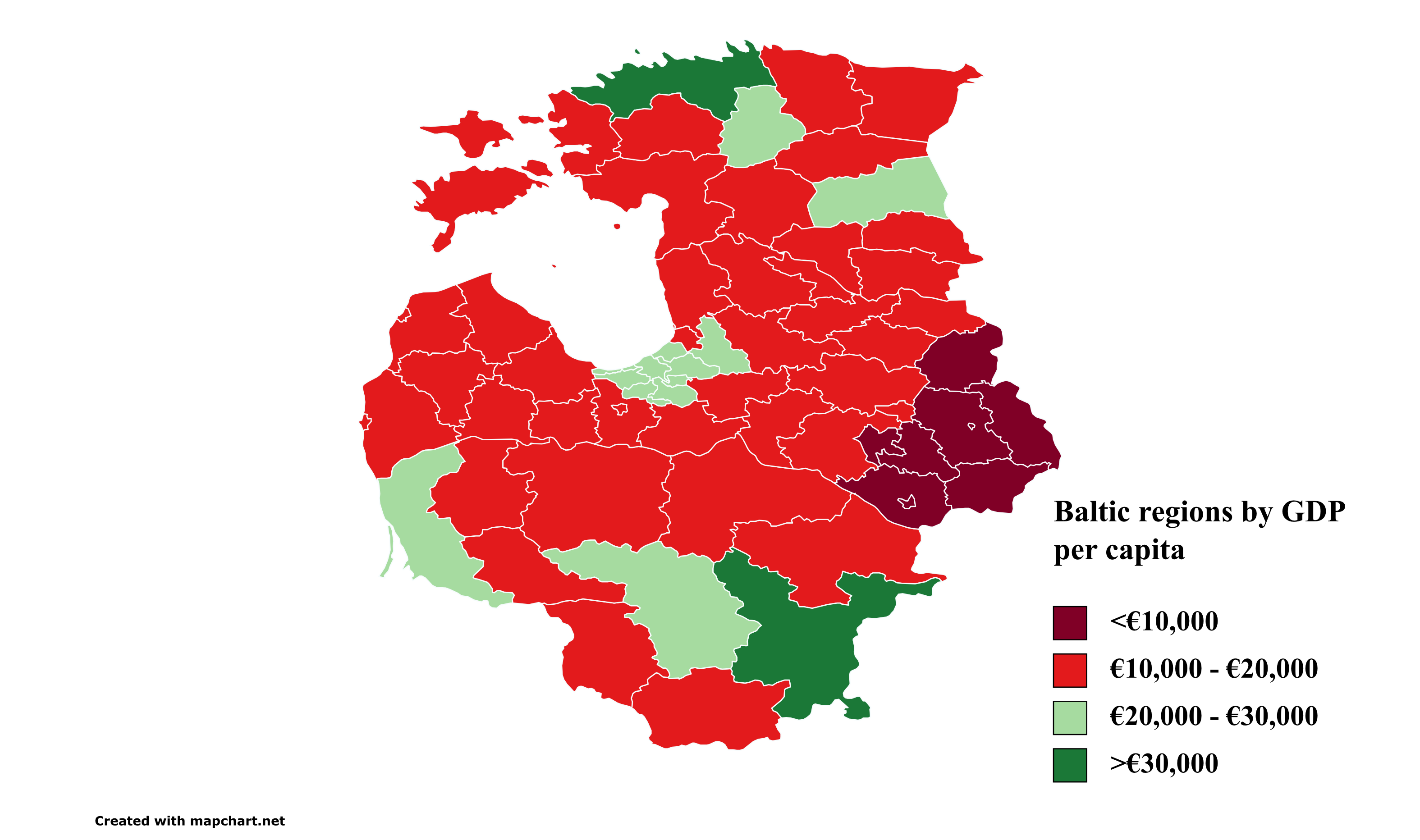
Régions baltes par PIB par habitant. Données 2022 pour la Lituanie et l’Estonie, 2020 pour la Lettonie

Sur le plan économique, parallèlement à la transition démocratique, les anciennes économies dirigées se sont transformées en économies de marché, introduisant ou réformant leurs principales politiques macroéconomiques (règles budgétaires, audit national, monnaie nationale, banque centrale). Toutefois, ils se sont rapidement heurtés aux problèmes de l'inflation, du chômage et de la dette publique élevés et de la faible croissance économique. Assez rapidement, te taux d’inflation est tombé en dessous de 5 % en 2000, les économies se sont stabilisées et, en 2004, elles ont toutes intégré l’Union européenne. L'intégration a été source nouvelles exigences macroéconomiques du fait des critères de Maastricht. Plus tard, après le choc de la crise financière, le Pacte de stabilité et de croissance a établi des règles plus strictes par le biais de la législation nationale en mettant en œuvre, par exemple, le Sixpack.
Après 2000, les économies des tigres baltes ont mis en œuvre d’importantes réformes économiques et une libéralisation qui, associées à des salaires relativement bas et à une main-d’œuvre qualifiée, ont attiré d’importants volumes d’investissements étrangers et de croissance économique.[réf. nécessaire]Entre 2000 et 2007, les tigres ont enregistré les taux de croissance les plus élevés d'Europe. En 2006, par exemple, l'Estonie a connu une croissance de son produit intérieur brut de 10,3 %, tandis que la Lettonie a connu une croissance de 11,9 % et la Lituanie de 7,5 %. En février 2006, les trois pays ont vu leurs taux de chômage tomber en dessous des valeurs moyennes de l'UE. De plus, l’Estonie fait partie des dix économies les plus libérales au monde.[réf. nécessaire] et en 2006, elle est passée d'une économie à revenu intermédiaire de la tranche supérieure à une économie à revenu élevé par la Banque mondiale.[réf. nécessaire]L'Estonie a adopté l'euro en janvier 2011, la Lettonie en 2014 et la Lituanie est entrée dans la zone euro en 2015.
En 2008, la crise financière mondiale a déclenché l’effondrement des marchés immobiliers baltes, provoquant certaines des récessions les plus graves d’Europe. En 2008, le PIB de la Lettonie a diminué de −4,6 % et celui de l'Estonie de −3,6 %, tandis que celui de la Lituanie a ralenti à 3,0 %. À mesure que la crise s'étendait à l'Europe centrale et orientale, le renversement économique s'est intensifié : le PIB de l'Estonie a chuté de -16,2 % sur un an, celui de la Lettonie de -19,6 % et celui de la Lituanie de -16,8 %. À la mi-2009, les trois pays ont connu l’une des récessions les plus profondes au monde.
En 2010, la situation économique des États baltes s'est stabilisée et en 2011, ils ont connu la reprise la plus rapide de l'Union européenne, après avoir perdu une partie substantielle de leur population à cause de l'émigration, en particulier la Lituanie. Le PIB de l'Estonie a augmenté de 8,3 % en 2011, celui de la Lituanie de 5,9 % et celui de la Lettonie de 5,5 %.

## Statistiques

### Taux de croissance du PIB des pays baltes
|                     | 2011 | 2012 | 2013 | 2014 | 2015 | 2016 | 2017 | 2018 | 2019 | 2020  | 2021 | 2022  |
| ------------------- | ---- | ---- | ---- | ---- | ---- | ---- | ---- | ---- | ---- | ----- | ---- | ----- |
| Estonie             | 7,3% | 3,2% | 1,5% | 3,0% | 1,9% | 3,2% | 5,8% | 3,8% | 4,0% | -1,0% | 7,2% | -0,5% |
| Lettonie            | 2,6% | 7,0% | 2,0% | 1,9% | 3,9% | 2,4% | 3,3% | 4,0% | 0,6% | -3,5% | 6,7% | 3,4%  |
| Lituanie            | 6,0% | 3,8% | 3,6% | 3,5% | 2,0% | 2,5% | 4,3% | 4,0% | 4,7% | 0,0%  | 6,3% | 2,4%  |
| Données d' Eurostat |      |      |      |      |      |      |      |      |      |       |      |       |

| Pays     | 2012   | 2013   | 2014   | 2015   | 2016   | 2017   | 2018   | 2019   | 2020   | 2021   | 2022   | Changement de 2012 à 2022 | Changement en pourcentage |
| -------- | ------ | ------ | ------ | ------ | ------ | ------ | ------ | ------ | ------ | ------ | ------ | ------------------------- | ------------------------- |
| Estonie  | 17.917 | 18.911 | 20.048 | 20.631 | 21.748 | 23.834 | 25.932 | 27.765 | 27.465 | 31.445 | 36.181 | 18.264                    | 101,94%                   |
| Lettonie | 22.098 | 22.791 | 23.626 | 24.572 | 25.371 | 26.984 | 29.154 | 30.679 | 30.265 | 33.617 | 39.063 | 16.965                    | 76,77%                    |
| Lituanie | 33.410 | 35.040 | 36.581 | 37.346 | 38.890 | 42.276 | 45.515 | 48.916 | 49.829 | 56.154 | 66.791 | 33.381                    | 99,91%                    |

| Pays     | 2012   | 2013   | 2014   | 2015   | 2016   | 2017   | 2018   | 2019   | 2020   | 2021   | 2022   | Change from 2012 to 2022 | Change in percentage |
| -------- | ------ | ------ | ------ | ------ | ------ | ------ | ------ | ------ | ------ | ------ | ------ | ------------------------ | -------------------- |
| Estonie  | 13,520 | 14,320 | 15,240 | 15,710 | 16,530 | 18,120 | 19,660 | 20,960 | 20,670 | 23,640 | 27,170 | 13,650                   | 100.96%              |
| Lettonie | 10,870 | 11,320 | 11,850 | 12,430 | 12,950 | 13,900 | 15,130 | 16,040 | 15,920 | 17,850 | 20,710 | 9,840                    | 90.52%               |
| Lituanie | 11,180 | 11,850 | 12,480 | 12,860 | 13,560 | 14,950 | 16,250 | 17,510 | 17,830 | 19,990 | 23,580 | 12,400                   | 110.91%              |

## Voir également
- Économie de l'Estonie
- Économie de la Lettonie
- Économie de la Lituanie

Autres « tigres » :
- Quatre tigres asiatiques
- Économies des petits tigres
- Tigre celtique
- Tigre des Tatras (en)
- Tigre du Golfe